# Гале Галев
Гале Галев (на македонска литературна норма: Гале Галев) е юрист, университетски професор и политик от Северна Македония.

## Биография
Гале Галев е роден на 11 февруари 1943 година в струмишкото село Съчево. Потомък е на съчевчанеца Гальо, един от първите присъединили се към ВМОРО в струмишко, убит през 1911 година. През 1963 година завършва учителска школа в Щип. През 1968 година завършва Юридическия факултет на Скопския университет, а през 1979 година завършва и магистратура там. От 1971 година е асистент, а от 1989 година доцент. Между 1996 и 1998 година е заместник-ректор на Скопския университет. През 1999 година е назначен за редовен професор по гражданско право и индустриална собственост. През декември 1999 година става министър на образованието, а от юли 2000 година след сливането на министерствата на образованието и науката и министър на образованието и науката. В периода 2004 – 2008 е декан на Правния факултет на Скопския университет.